# Franz Engstler

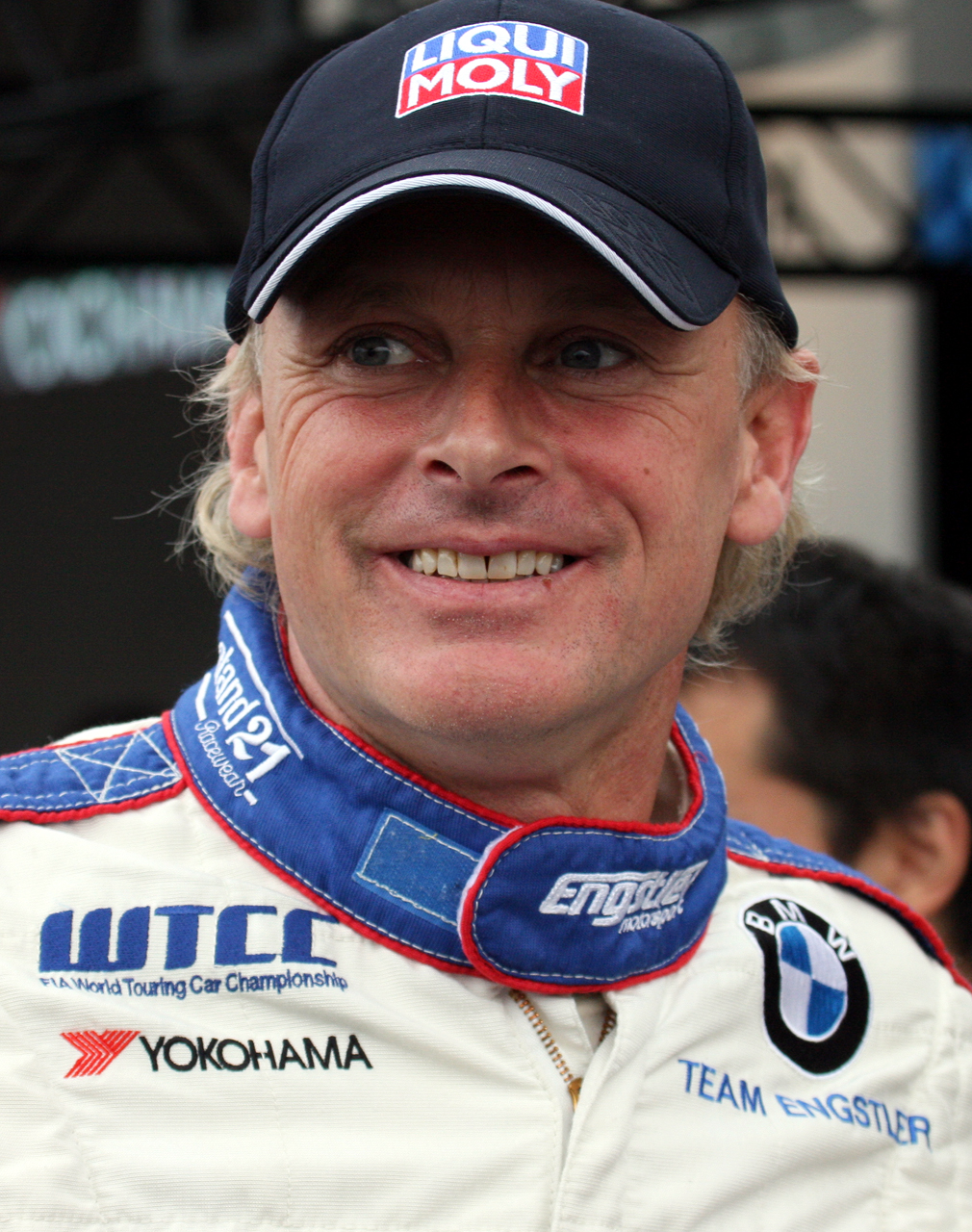
Engstler in 2009

Franz Engstler (Kempten im Allgäu, 25 juli 1961) is een Duits autocoureur die deelneemt aan het WTCC in een BMW 320si voor het team Liqui Moly Team Engstler. Zijn zoon Luca is eveneens autocoureur.

## Racecarrière
In zijn vroege carrière nam Engstler onder andere deel aan het European Hillclimbing Championship en de Duitse Long Distance Cup, wat hij won. Vanaf 1988 nam hij deel aan het Duitse Formule 3-kampioenschap, waar hij in 1989 de B-klasse won. In 1993 ging hij in de touringcars rijden, waar hij de tweede klasse van het German Touring Car Championship won in een Alfa Romeo 155. Tussen 1994 en 1999 reed hij in het Duitse Super Touring Championship voor verschillende teams. Hij werd in 2000 in de Duitse Touring Car Challenge met twee overwinningen. In 2002 en 2003 reed hij opnieuw in deze serie.
Na een seizoen in het Duitse Production Car Championship in 2004 verhuisde hij naar het Aziatische Touring Car Championship. Hij domineerde het kampioenschap, wat bleek uit zijn titels in 2005 en 2006. Een nieuwe titel kwam in 2007, toen hij de Duitse ADAC Procar Series won.
In 2008 reed Engstler zijn eerste WTCC-race. In een goed debuutseizoen finishte hij als tweede in het Independentskampioenschap. Het hoogtepunt van het jaar was een zesde plaats in Macau.
Voor het eind van het seizoen 2008 won hij de BMW Sports Trophy voor de independents, voor 140 andere BMW-coureurs over de hele wereld.
Engstler was betrokken in een bizar ongeluk in de race in Pau in het WTCC-seizoen van 2009. Hij finishte de eerste race als zesde en mocht hierdoor vanaf plek twee starten in race twee. Hij pakte de leiding af van Alain Menu bij de start en leidde de eerste ronde. De safetycar kwam uit na drie verschillende ongelukken in de eerste ronde. De safetycar maakte een ontwijkende beweging in het midden van het circuit, en omdat hij het circuit zo goed kent, kon Engstler niks zien toen hij op de safetycar in reed, waardoor zijn race eindigde.